# 田中彰孝
田中 彰孝（たなか あきたか、1982年7月28日 - ）は、日本のミュージカル俳優である。福岡県直方市出身。劇団四季所属。

## 略歴
福岡シティ劇場のこけら落とし公演「オペラ座の怪人」をみて四季を目指す。福岡県立直方高等学校卒業後上京し、舞台芸術学院ミュージカル部本科に入学。2003年4月、劇団四季研究所に入所。同年、ライオンキングのアンサンブルで初舞台を踏む。2005年にライオンキングのシンバ役に抜擢され、現在に至る。2008年、地元の福岡公演初日にシンバ役で舞台に立った。

## 人物・エピソード
2005年9月21日に、ミュージカル「ライオンキング」で念願のシンバ役としてデビューしたが、一度きりの出演ですぐに稽古場に戻されてしまった。その後稽古を重ね、1週間後に再出演を果たした。2019年12月までに、シンバ役を2300回以上演じている。
小学校3年生の時から10年間、父に剣道を習っていたため、剣道3段の腕前を持つ。

## 出演作品
- ライオンキング（シンバ、アンサンブル）
- ジーザス・クライスト＝スーパースター（ペテロ、イスカリオテのユダ）
- マンマ・ミーア!（スカイ）
- ミュージカル李香蘭（アンサンブル）
- 劇団四季 ソング&ダンス55ステップス（ボーカルパート）
- 劇団四季 ソング&ダンス感謝の花束 （ボーカルパート）
- 青い鳥（犬のチロー）
- コーラスライン（ポール）
- ウエストサイド物語（トニー）
- ノートルダムの鐘（カジモド）
- 恋におちたシェイクスピア (ウィリアム・シェイクスピア)
- バケモノの子（熊徹）[1]

## テレビ関係
- めちゃ×2イケてるッ!(シンバ役として登場)
- ヒルナンデス(2015年9月10日,17日)

## 出演候補者に挙がっていた作品
- 春のめざめ（メルヒオール）
- 美女と野獣(ルフウ)
- キャッツ

## 参考資料
- MSN産経ニュースインタビュー - ウェイバックマシン（2009年6月12日アーカイブ分）